# エルンスト・フォン・エスターライヒ (1553-1595)
エルンスト（3世）・フォン・エスターライヒ（Erzherzog Ernst (III.) von Österreich, 1553年6月15日 - 1595年2月20日）は、神聖ローマ皇帝マクシミリアン2世と皇后マリア・デ・アウストリアの第4子、三男。下オーストリア総督、内オーストリア総督、スペイン領ネーデルラント総督を歴任した。

## 生涯
ルドルフ2世のすぐ下の弟であり、兄が独身を通したため事実上の後継者の地位にあった。そして家族内でさえ味方の少ないルドルフ2世にとっては、唯一の信頼のおける相談相手でもあった。1572年、ポーランド王ジグムント2世の死に伴う国王自由選挙で候補の一人となったが、フランスの推すアンジュー公アンリ（後のアンリ3世）に敗れた。
1590年に叔父の内オーストリア州侯カールが死ぬと、幼いその長男フェルディナント（後の皇帝フェルディナント2世）の後見人として州統治を代行した。1592年、ハンガリーにおけるオスマン帝国軍との戦闘で敗北している。その後、母方の伯父のスペイン王フェリペ2世によってネーデルラント総督に任命され、1594年にブリュッセルに入市したが、翌年に任地で死去した。フェリペ2世と教皇シクストゥス5世はエルンストに対抗宗教改革の推進を期待していたが、急死により政治的に業績を残すことはなかった。
しかしエルンストのブリュッセル滞在は、ハプスブルク家の美術品蒐集にとって重要な意味を持った。彼は任地でピーテル・ブリューゲルの存在を知ってその絵画作品の収集を始め、さらに兄ルドルフ2世にもブリューゲル作品の収集を勧めたのである。これがウィーンの美術史美術館のブリューゲル・コレクションの基礎となった。